# Lersøens Konge
Lersøens Konge eller I Kamp mod Loven er en dansk stum kriminalfilm fra 1911 produceret af Filmfabrikken Skandinavien efter manuskript af Carl Alstrup. Filmens instruktør er antageligvis Søren Nielsen.
Filmen foregår dels på en kaserne og dels i og ved Københavns yderkanter, herunder ved Lersøen, et tidligere berygtet moseområde i Københavns periferi.
Filmen havde dansk premiere den 11. september 1911 i Løvebiografen.

## Handling
En forbryderbande under ledelse af Jens Krølle (spillet af Carl Alstrup) gennemfører et kup, hvor det lykkes at stjæle pengeskabet i en kaserne. Da Jens bryder pengeskabet op, tager han alle pengene selv, og fortæller de øvrige forbrydere, at pengeskabet var tomt. Jens' rival "Aben" (spillet af Aage Brandt) nærer dog mistanke, og opdager, at Jens har taget pengene, som han deler med sin elskede, tiggertøsen Hansine. Aben bliver rasende, og stikker Jens og Hansine til politiet, der ankommer, men det lykkes Jens og Hansine at flygte. Aben bliver valgt som forbryderbanden nye leder, og han kommer på sporet af de flygtende, og det lykkes ham at få politiet til at anholde Jens og Hansine. Det lykkedes imidlertid Jens og Hansine at flygte fra fængslet, og de drager på et togt, hvor de stjæler tøj, hest og vogn, og med penge på lommen vender de i et automobil tilbage  til forbryderbanden i Lersøen, der modtager parret med begejstring. Men Aben, der nu er detroniseret som bandens leder, er rasnde, og det kommer til et slagsmål mellem Jens og Aben. Aben sniger sig væk, men vender tilbage med politiet. Jens og Hansine flygter op i deres kammer med Aben efter sig. En ny slåskmp opstår, og Jens smider Aben ud af et vinduem og Aben omkommer. Jens og Hansine anholdes af politiet til deres velfortjente straf.

## Medvirkende
- Carl Alstrup, som Jens Krølle
- Amelie Kierkegaard, som Hansine
- Aage Brandt, som Aben
- Bertel Krause, som Kaptajn på militærkontoret
- Kai Rasmussen, som Sergent på militærkontoret
- Holger Pedersen (Gissemand), som Nr. 412, Jens Olsen
- Povl Vendelbo, som Fangevogteren
- Jørgen Lund, som Politiassistenten

## Reflist
1. 1 2  Bioramas program for filmen, dfi.dk
2. ↑  Lersøen - idyl og uro, dengang.dk